# هیروشی کامایاتسو
هیروشی کامایاتسو (ژاپنی: かまやつひろし؛ ‏ ۱۲ ژانویهٔ ۱۹۳۹ – ۱ مارس ۲۰۱۷) یک خواننده، موسیقی‌دان، آهنگساز، و هنرپیشه اهل ژاپن بود.
از فیلم‌ها یا مجموعه‌های تلویزیونی که وی در آن‌ها نقش داشته‌است می‌توان به مشاهیر بزرگ جهان اشاره نمود.